# Zagorje ob Savi
Zagorje ob Savi là một khu tự quản (tiếng Slovenia: občine, số ít – občina) trong vùng Zasavska của Slovenia. Zagorje ob Savi có diện tích 147.1 km2, dân số là theo điều tra ngày 31 tháng 3 năm 2002 là 17067 người. Thủ phủ khu tự quản Zagorje ob Savi đóng tại Zagorje ob Savi.